# 中島あすか
中島 あすか（なかしま あすか、1996年9月12日 - ）は、テレビ岩手のアナウンサー。

## 経歴
兵庫県姫路市出身。青山学院大学法学部卒業。2019年4月にテレビ岩手に入社した。

## 現在の出演番組
- 5きげんどようび - MC
- 5きげんテレビ - リポーター
- うまのわ
- ねだらX
- TVIニュース